# BX Andromedae
Désignations
BX Andromedae est une binaire à éclipses de la constellation d'Andromède. Sa magnitude apparente varie de 8,87 à 9,53. C'est une étoile variable de type Beta Lyrae.

## Variabilité
BX Andromedae a été signalée pour la première fois par A. Soloniev en 1945. Il croyait qu'il s'agissait d'une binaire à éclipses, mais était incapable de déduire sa période. La période de l'étoile a été mesurée pour la première fois en 1951 par Joseph Ashbrook.
Comme toutes les étoiles variables de type Beta Lyrae, elle montre un minimum primaire et un minimum secondaire lorsque, respectivement, la composante la plus lumineuse et la moins lumineuse de la paire sont éclipsées par l'autre. Cependant, la luminosité change en douceur, de sorte qu'il n'y a pas d'heure de début et de fin pour les éclipses. Ce cycle se répète environ toutes les 14,6 heures.

## Système
Les deux étoiles du système sont en orbite si proche l'une de l'autre qu'elles conservent une forme ellipsoïdale. Le spectre des deux étoiles n'a pas encore été séparé ; dans l'ensemble, le système a un type spectral F2V. Les paramètres physiques des étoiles (masse, rayon et température) peuvent être déduits de la courbe de lumière.
Cependant, elle peut être un système quadruple. Ce système montre de légères variations de période orbitale qui pourraient être induites par un troisième corps faible dans le système avec une période orbitale de 62 ans. Il y a aussi une étoile compagnon visuelle TYC 2833-53-1 avec une magnitude apparente de 10,85 à seulement 20 seconde d'arc avec un mouvement propre commun et une distance (mesurée avec la parallaxe) compatible avec celle de BX Andromedae, et une masse estimée à 1,04 M☉.